# Hector Hanoteau
Pour les articles homonymes, voir Hanoteau.
Hector Hanoteau, né le 25 mai 1823 à Decize et mort le 7 avril 1890 à Briet, est un peintre français.

## Biographie
Hector Hanoteau voit le jour au sein d'une famille bourgeoise de Decize, neuf ans après la naissance de son frère aîné, le futur général Hanoteau. Son père, Charles Constance Hanoteau, est inspecteur de la navigation et sa mère, Jeanne-Marie Raboué, fille d'un riche propriétaire terrien.
Destiné par son père à l’École polytechnique, seul le professeur de dessin de son collège, dont il était un un élève médiocre, le trouve travailleur et intelligent. Ayant obtenu, non sans peine, de monter à Paris étudier la peinture, il arrive à Paris, en 1843, avec l’adresse d’un marchand de couleurs de la rue de Seine du nom de Saint-Martin, et une lettre pour Paul Delaroche, dont il n’a pu profiter, l’atelier de ce dernier venant d’être fermé à la suite d’un bizutage ayant causé la mort d'un élève. Parti, sur le conseil de Saint-Martin, chez Renou, il y perd quatre ans, avant d’entrer dans l'atelier de Régis François Gignoux à l'École des beaux-arts de Paris, en 1841.
Il fait, dès lors, de rapides progrès. Certain jour il s’échappe de l’atelier, va à Compiègne essayer ses forces et en rapporte un paysage pour le Salon de 1847. Son œuvre reçue, il revient en Nivernais, s’installe à Briet, à qui il doit ses premières impressions d'artiste et son gout pour la nature, et travaille à quatre paysages pour le Salon de 1848. Depuis, ses œuvres figureront à tous les Salons. En 1849, il concourt sans succès pour le prix de Rome, dont le sujet est Milon de Crotone délivré par les loups.
En 1853, il rend visite à son frère, chef du bureau arabe de Médéah en Algérie, ce qui lui permettra de réaliser quelques œuvres dans le style orientaliste. Il se fait connaitre pour la première fois avec l’envoi de son Campement arabe sous les murs de Laghouat à l'Exposition universelle de 1855, qui lui a valu les éloges de la critique et du public.
En 1857, il accroit sa renommée en exposant un Étang dans le Nivernais et les Prés de Charancy. L’année suivante, il peint, en collaboration avec son ami Gustave Courbet, Baigneuses dites aussi Deux femmes nues (musée d'Orsay). Il est, à partir de cette époque, l’un des hôtes assidus des Salons, où il a remporté des médailles en 1864, 1868 et 1869.
En 1860, il épouse Caroline Mouzat, qui meurt l'année suivante.
À Briet, il fonde une école de peinture. Il travaille avec ses élèves sur le motif, dans la Nièvre qu'ils parcourent. Parmi ceux-ci se trouvent Louis Marandat (d), Ferdinand Louis Perron et son ami Paul Martin, Louis Jacques Marion, Gustave Comoy (d), ainsi que son fils Marcel Hanoteau (d). Il y reçoit des peintres étrangers : Castagneto, Alphonse Caron (d), García y Vásquez (en), qui préfèrent des écoles plus académiques comme celle-ci, que le contact avec les impressionnistes. Ce petit groupe prendra le nom d'« école de Briet ».
Quand il n’était pas à Briet, il habitait Paris, où son atelier du passage Stanislas était suivi par des élèves, auxquels il recommandait particulièrement de dessiner le plus possible, car si les tons changent avec le temps, le dessin reste toujours.

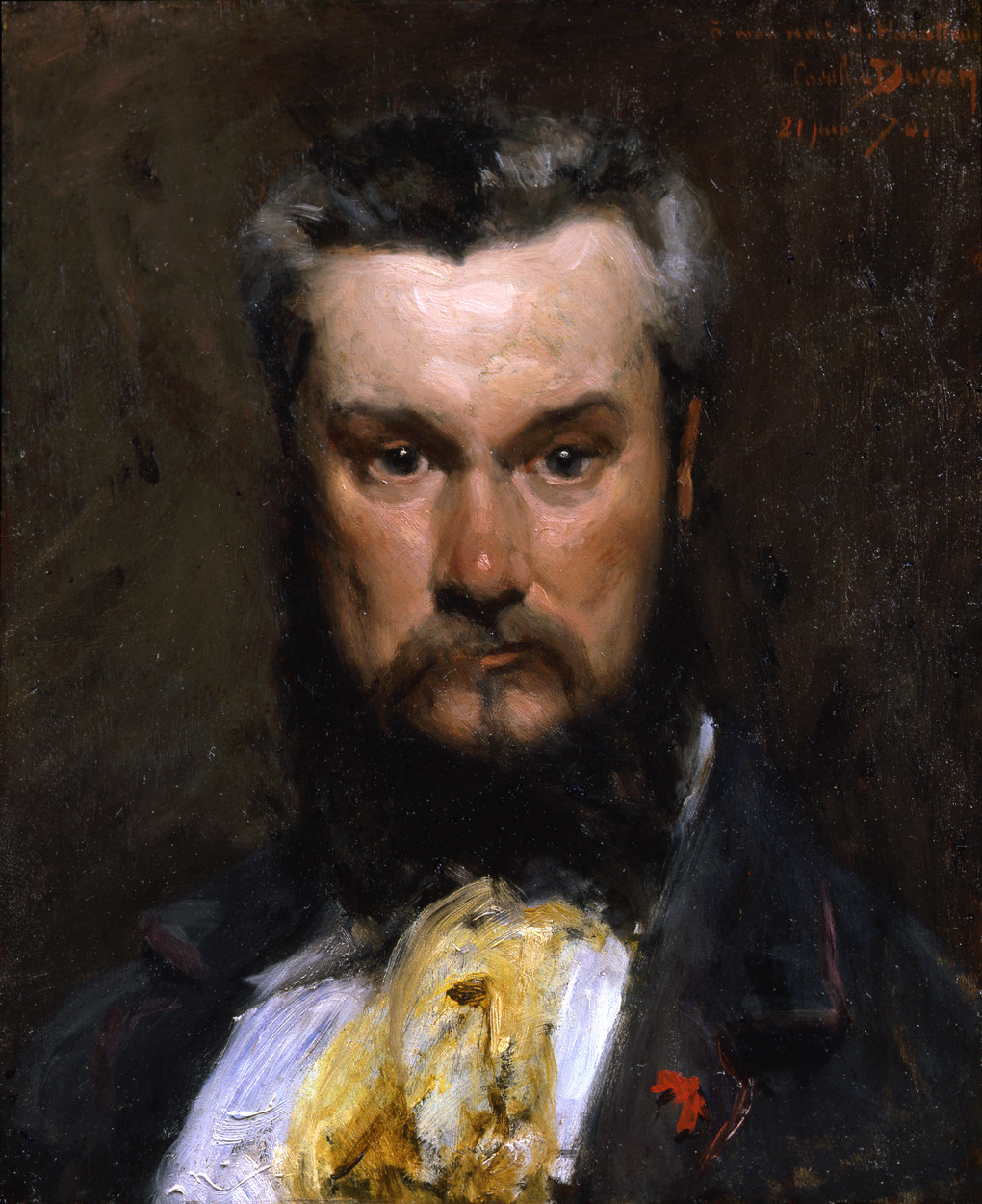
Portrait d'Hector Hanoteau, Carolus-Duran, 1870. Collection privée.

Élu maire de Cercy-la-Tour le 24 septembre 1870, il le restera jusqu'au 9 juin 1872 et sera quelque temps conseiller général du canton de Fours et est nommé chevalier de la Légion d'honneur la même année. Il devient président d'honneur de l'exposition d'art de Nevers en 1872. De 1879 à sa mort, il enseignera la peinture au poète, historien, archéologue et écrivain Louis Mathieu Poussereau, qui fut aussi peintre.
Il fonde L'Aiguillon en 1880, association regroupant les Nivernais vivant à Paris, en compagnie de Jean Gautherin, Émile-André Boisseau, Édouard Pail, Albert Duvivier et Dalligny.
Ses œuvres La Mare du village, Les Nénuphars et Les Grenouilles sont acquises par l'État et sont conservées à Paris au musée d'Orsay.
Il a fait partie jusqu’à 1889 du jury de la Société des artistes français, dont il était l’un des fondateurs. 
En 1896, il est le président de la Société artistique de la Nièvre, nouvellement créée.
Il repose au cimetière de Cercy-la-Tour.

## Œuvres dans les collections publiques

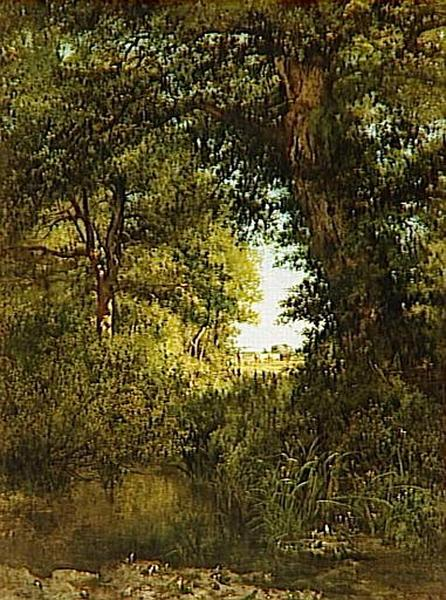
Les Grenouilles (1874), Paris, musée d'Orsay.

- Bourges : La Haie mitoyenne, huile sur toile , acquis en 1888 par l'État et la ville[11] ;
- Douai, musée de la Chartreuse : Un coin de parc dans le Nivernais, 1865, huile sur toile ;
- Laval, musée du Vieux-Château :
  - Nature morte, oranges et grenades, huile sur toile ;
  - Eau dormante, huile sur toile ;
  - Paysage, eau dormante, huile sur toile ;
- Lille, palais des beaux-arts : Le Vigneron, burin et eau-forte ;
- Nevers, musée municipal Frédéric Blandin :
  - Le Bon Samaritain, 1850, huile sur toile ;
  - La Nourrice du pauvre, 1863, huile sur toile ;
  - La Tournée du meunier, 1877, huile sur toile ;
  - La Victime du réveillon, 1879, huile sur toile ;
  - La Leçon de piano, ou Deux Têtes d'enfant, ou Deux Têtes d'enfant lisant, 1882, huile sur toile ;
  - Un Chemin à Briet, 1884, huile sur toile ;
  - Char à bœufs, 1884, huile sur toile ;
  - Les Nénuphars, 1885, huile sur toile ;
  - Le Coucher des dindons, 1889, huile sur toile ;
  - Crépuscule, huile sur toile ;
  - Effet de neige, huile sur toile ;
- Marseille, musée des beaux-arts : Le Paradis des oies, 1864, huile sur toile ;
- Paris, musée d'Orsay :
  - Baigneuses ou Deux femmes nues, 1858, huile sur toile ;
  - La Mare du village, 1869, huile sur toile[12] ;
  - Les Grenouilles, 1874, huile sur toile ;
- Valognes, chapelle de l'hospice : Portement de croix - le Christ porte sa croix, 1849, huile sur toile, d'après Véronèse[13] ;

## Œuvres exposées auSalon des artistes français
- 1847 : Paysage de la forêt de Compiègne ;
- 1850 : Le Bon Samaritain, nº 1458 ;
- 1863 : La Nourrice du pauvre, nº 880 ;
- 1864 : Le Paradis des oies, nº 917 ;
- 1865 : Un coin de parc dans le Nivernais, nº 1006 ;
- 1870 : La Mare du village, nº 1322 ;
- 1873 : douze toiles, dont : La Basse-cour ; Le Hangar ; Un Coin de basse-cour ; La Maison des bois ; Le Lavoir ; Le Bois coupé ; Rentrée à la ferme ;
- 1875 : Les Grenouilles, nº 1008 ;
- 1876 : L'Eau qui rit, Les Biquets ;
- 1878 : La Tournée du meunier, nº 1121 ;
- 1879 : La Victime du réveillon ;
- 1886 : Les Nénuphars, nº 1158 ;
- 1888 : La Haie mitoyenne.

## Expositions
- 1855, Exposition Universelle de Paris : Campement arabe sous les murs de Laghouat ;
- 1863, première exposition d'art de Nevers ;
- 1873, Exposition universelle de 1873 à Vienne : La Mare du village, no 320 ;
- 1886, concours régional de Bourges : La Haie mitoyenne[14] ;
- Exposition universelle de 1889 ;
- 1962, « Les Peintres et Sculpteurs de l'Aiguillon » (artistes nivernais résidant à Paris) au musée d'art moderne de la ville de Paris du 17 mars au 17 avril 1962. (La Victime du réveillon ; Deux Têtes d'enfant ; Les Nénuphars ; Le Coucher des dindons ; Char à bœufs) ;
- 1965, « Trésors des Musées de la Nièvre » à Bourges (Effet de neige) ;
- 1970, Paysagistes du Morvan au musée Rolin d'Autun, de mai à septembre[15] (La Victime du réveillon) ;
- 1980, « Le Centenaire de l'Aiguillon » à Nevers (Un chemin à Briet ; Crépuscule ; Les Nénuphars) ;
- 1988-1989, exposition du 2 novembre 1988 au 10 janvier 1989, Maison de la Culture, Nevers. (Les Nénuphars ; Le Coucher des dindons ; Char à bœufs) ;
- 1991, exposition au musée de Cosne-sur-Loire, du 1er juillet au 30 septembre 1991, organisation Conservation départementales des musées de la Nièvre. (Effet de neige ; Les Nénuphars) ;
- 1992, « Hector et Jean William Hanoteau », musée municipal et Ggalerie Jean-Marie Bignolas à Nevers, du 3 octobre au 7 novembre ;
- 1995, « 150 ans du Musée de Nevers » à la Maison de la Culture de Nevers, du 3 juin au 17 septembre 1995. (La Victime du réveillon ; Deux Têtes d'enfant ; La Tournée du meunier) ;
- 1995, « Un certain charme nivernais » au musée de Nevers (Crépuscule) ;
- 1996, « Que la Fête commence », exposition au musée de Nevers, du 20 octobre 1996 au 28 février 1997 ;
- 1999, exposition au palais ducal de Nevers, « Métiers d'hier en nivernais », du 19 juin au 22 août, organisée par les services du patrimoine de la ville de Nevers (La Tournée du meunier) ;
- 2001, « Pays, paysages », au musée municipal Frédéric Blandin à Nevers du 1er avril au 3 septembre, et du 2 novembre 1988 au 10 janvier 1989 à la Maison de la Culture de Nevers (Un Chemin à Briet ; Crépuscule ; Nénuphars) ;
- 2001-2002, « Paysages de Bourgogne, de Corot à Laronze » au musée des beaux-arts de Dijon, du 7 décembre 2001 au 2 janvier 2002 (Char à bœufs ; Effet de neige ) ;
- 2008, « Looking for Owners : Custody, Research, and Restitution of Art Stolen in France during the Second World War », Jérusalem, Israël (Baigneuses) ;
- 2013-2014, Hector Hanoteau un paysagiste ami de Courbet, au musée Courbet à Ornans, du 20 décembre 2013 au 4 avril 2014.
- 2015, « Sur les traces d’Hector Hanoteau. Peintres paysagistes en Nivernais », au musée de la Faïence et des Beaux-Arts de Nevers.

## Récompenses
- 1863, médaille d'or de la Ire exposition d'art de Nevers[16] ;
- 1864, médaille au Salon ;
- 1868, médaille au Salon ;
- 1869, médaille au Salon ;
- 1870, hors-concours au Salon ;
- 1873, Cofondateur nommé président de la Société des Amis des Arts de la Nièvre ;
- 1889, décoré lors de l'Exposition universelle de Paris.

## Élèves
- Paul Bon ;
- Giovanni Battista Castagneto ;
- Gustave Comoy (d) (1856-1903) ;
- Victor Gautron du Coudray[17] ;
- Édouard Darviot ;
- Edmond Defonte ;
- Auguste-Antoine Durandeau ;
- Marcel Hanoteau (d) ;
- Louis Marandat (d) (1850-1899) ;
- Louis Jacques Marion (1856-1896) ;
- Jean-Paul Louis Martin des Amoignes ;
- François Pierdon ;
- Louis Mathieu Poussereau[e] ;
- Domingo García y Vásquez (en).